# Förarms naturreservat
Förarms naturreservat är ett naturreservat i Tingsryds kommun i Småland (Kronobergs län).
Reservatet är skyddat sedan 2018 och är 478 hektar stort. Det är beläget 10 kilometer norr om Urshult och omfattar ön Förarm och kringliggande öar i Åsnen. Reservatet består av löv- och tallrik blandskog. 